# Neue Bündner Zeitung (1892–1974)
Die Neue Bündner Zeitung war eine Tageszeitung für Graubünden, hergestellt in Chur. Sie erschien von 1892 bis 1974. Ihr Kurs war anfänglich rechtsliberal, später linksdemokratisch und gegen Ende ihres Erscheinens zunehmend parteiunabhängig. Ihre Nachfolgerin war die Bündner Zeitung (1975–1997), aus deren Verlag 1997 die Südostschweiz Mediengruppe hervorging. – Für die gleichnamige Zeitung des 19. Jahrhunderts siehe Neue Bündner Zeitung (1860–1865).

## Geschichte

### Gegründet von den Rechtsliberalen
Die Gründung der «Neuen Bündner Zeitung» war ein Notwehrakt der Bündner Rechtsliberalen. Bis 1892 konnten diese auf die Schützenhilfe des Freien Rätiers zählen. Doch in jenem Jahr übernahm der linksliberale Publizist Fritz Manatschal den «Freien Rätier» und änderte dessen Ausrichtung. Die Rechtsliberalen befürchteten ihren Einfluss zu verlieren, wenn sie nicht über ein eigenes Blatt verfügten. So formierten die 31 rechtsliberalen Kantonsparlamentarier (Grossräte) eine Aktiengesellschaft. Diese erwarb die «Sentische Buchdruckerei» in Chur sowie die Davoser Zeitung mitsamt den Titelrechten am früheren Bündner Volksblatt. Dieses unternehmerische Konglomerat wurde betraut mit der Herausgabe der «Neuen Bündner Zeitung». In der ersten Ausgabe erklärte die Redaktion, dass sie gedenke den politischen Kurs fortzusetzen, den zuvor Ständerat Florian Gengel beim «Freien Rätier» verfochten hatte. Von dogmatischen Leitlinien distanzierte man sich: «Wir werden mit der Zeit vorwärts schreiten und können uns daher nicht durch allerlei Lehrsätze zum Voraus für Einzelheiten die Hände binden.»

### Sprachrohr der Liberalen, dann der Freisinnigen
In den ersten Jahren war die «Neue Bündner Zeitung» wenig erfolgreich und geriet in finanzielle Schieflage. Der «Freie Rätier» war wesentlich populärer. So erlahmte der Elan des Gründungskreises. 1897 ging die Zeitung an die «Druckerei Sprecher & Valèr» über. Bis 1912 war die «Neue Bündner Zeitung» Organ der liberalen Partei Graubündens, doch diese Funktion wurde auch vom «Freien Rätier» beansprucht. Nachher nannte sie sich «Freisinnig demokratisches Organ».

### Wechsel zur neuen Oppositionspartei
Wie schon 1892 kam es 1920 zur zweiten merkwürdigen Rochade im Bündner Pressewesen. Nach dem Tod Fritz Manatschals wandte sich der «Freie Rätier» vom sozialliberalen Gedankengut ab und wurde rechtsbürgerlich. Die «Neue Bündner Zeitung» hingegen löste sich von den Freisinnigen und wandte sich der neuen Demokratischen Partei Graubündens zu. Zuvor war ruchbar geworden, dass einige freisinnige Politiker sich unsauber am Wasserkraftwerkbau bereichert hatten. Anstelle der unbedeutenden Bündner Sozialdemokraten brachten die Jungfreisinnigen diese Korruptionsfälle zur Sprache – in offener Opposition zur Mutterpartei, was 1919 zur Abspaltung und zur Gründung der Demokratischen Partei führte.

### Das demokratische Bündnis macht Druck
Am 1. Mai 1920 wurde der gemässigte Demokrat Hans Enderlin (1888–1921) Redaktor der «Neuen Bündner Zeitung». Gleichentags änderte das Blatt den Untertitel in «Unabhängig demokratisches Organ». Enderlin prägte die Zeitung während Jahrzehnten. Die «Neue Bündner Zeitung» und die etwas populistische Demokratische Partei verhalfen sich gegenseitig zum Aufstieg, so dass die Zeitung den «Freien Rätier» absatzmässig überholen konnte und die Demokraten zur bedeutendsten Bündner Partei wurden. Das oppositionelle Selbstverständnis dieses Bündnisses ermöglichte offene Kritik an wirtschaftlichen und politischen Klüngeleien, was in Graubünden zuvor nie derart gründlich ausgesprochen worden war. Auf der rechten Seite gerieten die Freisinnigen («Freier Rätier») und die Katholisch-Konservativen (Bündner Tagblatt) in die Defensive und schlossen sich auch zu einem informellen Bündnis zusammen.

### Eine Brandrede entflammt die «Bündner Pressewirren»
1944 lancierten die Demokraten und die «Neue Bündner Zeitung» einen Kulturkampf gegen die Katholisch-Konservativen und das «Bündner Tagblatt», die als Bündner Pressewirren in die Geschichtsbücher eingingen. Gasser weist darauf hin, dass die Ursachen für diesen ideologischen Streit tief in der Geschichte Graubündens wurzeln. Seit der Reformation war Graubünden gespalten in reformierte und erzkatholische Talschaften, die verschiedene Mentalitäten pflegten. Auslöser der heftigen Polemik war eine Brandrede vom demokratischen Regierungsrat Andreas Gadient, die von der «Neuen Bündner Zeitung» integral gedruckt wurde. Gadient sagte den undurchsichtigen Verflechtungen, die zwischen der katholischen Kirche und der Konservativen Volkspartei bestanden, dramatisch den Kampf an: «Kampf allen dunkeln Mächten, Kampf dem Missbrauch der Religion! Zeigt den Abgrund, an dem wir wandeln!»

### Vorboten der sich öffnenden Gesellschaft
Während der «Freie Rätier» vornehm abseits blieb, schoss das «Bündner Tagblatt» zurück. Es bezichtigte die Demokraten und die «Neue Bündner Zeitung» der Hetze gegen die Katholiken. In Wahrheit ginge es den Angreifern nur darum, ihre eigene Macht auszudehnen. Beide Blätter ereiferten sich während der folgenden fünf Jahre in zahllosen Artikeln und Kommentaren über die Rolle der Religion in moderner Zeit. Auch auf den Leserbriefseiten wurde das Thema intensiv debattiert. Auf Seite der «Neuen Bündner Zeitung» vertrat vor allem der Redaktor Paul Schmid-Ammann fortschrittliche Positionen, die von den papsttreuen Konservativen nicht akzeptiert wurden. Erst nach seinem Weggang 1949 verebbten die Wogen. Foppa meint, dass die «Neue Bündner Zeitung» als erste der deutschsprachigen Zeitungen «auf die sich abzeichnende Öffnung der Gesellschaft und deren Loslösung von allzu einengenden Leitgedanken» eingegangen ist. Auch nach der Presseschlacht galt die «Neue Bündner Zeitung» während eines halben Jahrhunderts als anti-katholisch. Es wird überliefert, dass noch in den 1980er Jahren ihre Nachfolgerin, die Bündner Zeitung, vorsorglich versteckt wurde, wenn ein katholischer Geistlicher auf Hausbesuch kam.

### Boom-Jahre
1955 übernahm die «Gasser & Eggerling Kollektivgesellschaft» (die spätere Gasser AG) die «Neue Bündner Zeitung». Auch wenn vermehrt ausserkantonale Blätter und elektronische Medien auf den Bündner Markt drängten, florierte die Zeitung während der 1960er Jahre und erreichte 1965 eine Auflage von 20'000 Exemplaren.

### Die Demokraten kippen ins rechtsnationale Lager
1971 fusionierte die ehedem linke Demokratische Partei Graubünden mit der vor allem im Kanton Bern bedeutenden Bauern-, Gewerbe und Bürgerpartei (BGB) zur Schweizerischen Volkspartei (SVP), die ein rechtsnationales Programm aufgleiste. Die «Neue Bündner Zeitung» löste sich allmählich von der Partei und verbreiterte ihr Meinungsspektrum.

### Lebrument, der spätere «Medienmogul Graubündens», tritt in Erscheinung
In jener Zeit machte sich in der Presselandschaft ein neues publizistisches Verständnis breit: Man wollte nicht mehr im Namen einer Partei die Leser belehren, sondern im Auftrag der Leser das Tun und Lassen der Parteien kritisch verfolgen. Der anwaltschaftliche Journalismus hielt Einzug in die Redaktionen. Die «Neue Bündner Zeitung» begann insbesondere regionale Themen zu recherchieren und wurde das einzige Blatt in Graubünden mit einem ausführlichen Regionalteil. Ergänzt wurde das Angebot mit Unterhaltungselementen. Diese Modernisierungsschritte wurden vom neuen Ko-Chefredaktor Hanspeter Lebrument eingeführt. Sie verschafften dem Blatt einen uneinholbaren Vorsprung gegenüber der Konkurrenz. Lebrument wurde für viele Jahre, später als Konzernchef der Südostschweiz Mediengruppe, die prägende Figur der Medienbranche Graubündens und darüber hinaus.

### Der «Freie Rätier» wird geschluckt
1974 kaufte die «Gasser & Eggerling AG» den freisinnigen «Freien Rätier», der seit einigen Jahren kriselte. Bis Ende Jahr wurden die «Neue Bündner Zeitung» und der «Freie Rätier» von einer gemeinsamen Redaktion produziert, während gleichzeitig ein neues Konzept ausgearbeitet wurde. Ab 1. Januar 1975 erschien nur noch das Fusionsblatt Bündner Zeitung.

## Chefredaktoren / verantwortliche Redaktoren der «Neuen Bündner Zeitung»
In den Jahren mit einem Chefredaktor wird nur dieser aufgelistet. In den Jahren ohne Chefredaktor werden die verantwortlichen Redaktoren aufgelistet, nicht aber jene der Ressorts Sport und Unterhaltung.
- 1892–1914 Michael Valèr
- 1914–1923 R. Davaz
- 1920–1954 Hans Enderlin
- 1923–1928 H. Jäger
- 1929–1938 Chr. Michel
- 1929–1958 B. Mani
- 1949–1949 Paul Schmid-Ammann
- 1946–1960 Georg Sprecher
- 1950–1971 Walter Wirth
- 1955–1976 Georg Casal
- 1959–1966 E. Schnöller
- 1960–1964 E. Lutz
- 1965–1974 Paul Ragettli

Fortsetzung siehe Bündner Zeitung (1975–1997)